# Guetaresia lankesteri
Guetaresia lankesteri är en insektsart som beskrevs av Rehn, J.A.G. 1929. Guetaresia lankesteri ingår i släktet Guetaresia och familjen gräshoppor. Inga underarter finns listade i Catalogue of Life.